# Thibault Colard
Thibault Colard (ur. 13 stycznia 1992) – francuski wioślarz, brązowy medalista olimpijski z Rio de Janeiro.
Zawody w 2016 były jego pierwszymi igrzyskami olimpijskimi. W Brazylii zajął 3. miejsce w czwórce bez sternika wagi lekkiej, osadę tworzyli także Thomas Baroukh, Franck Solforosi i Guillaume Raineau. W tej konkurencji był brązowym medalistą mistrzostw świata w 2015 i srebrnym mistrzostw Europy w tym samym roku.